# Forschungspreis des Landes Steiermark
Der Forschungspreis des Landes Steiermark wird seit 2003 von der Steiermärkischen Landesregierung für hervorragende Leistungen in allen Disziplinen der Wissenschaft vergeben.

## Preisträger
| Jahr | Hauptpreis | Förderungspreis |
| ---- | --- | --- |
| 2003 | Gerhard LitscherHigh-Tech Akupunktur - Computergestützte Objektivierungstechniken der Akupunktur. | Walter KurzThe exhumation of eclogite-facies metamorphic rocks – a review of models confronted with examples from the Alps. |
| 2004 | Jakob WoisetschlägerLaser optical investigation of turbine wake flow. Stereoscopic particle image velocimetry in a transonic turbine stage. Influence of blade passing on the stator wake in a transonic turbine stage investigated by particle image velocimetry and laser vibrometry. | Marianne HilfDie strafrechtliche Verantwortlichkeit von Unternehmen und Verbänden mit Rechtspersönlichkeit in Österreich. |
| 2005 | Robert ZimmermannFat Mobilization in Adipose Tissue Is Promoted by Adipose Triglyceride Lipase. | Peter FickertOncosis represents the main type of cell death in mouse models of cholestasis. |
| 2006 | Alfred WagenhoferWorldwide Financial Reporting - The Development and Future of Accounting Standards. | Kristina SefcGenetic continuity of brood-parasitic indigobird species. |
| 2007 | Irmtraud FischerGotteslehrerinnen. Weise Frauen und Frau Weisheit im Alten Testament. | Hansjörg AlbrecherRuin probabilities and aggregate claims distributions for shot noise Cox processes. |
| 2008 | Claudia Ambrosch-DraxlImportance of Van Der Waals Interaction for Organic Molecule-Metal Junctions: Adsorption of Thiophene on Cu(110) as a Prototype. | Christian EnzingerFunctional MRI Correlates of Lower Limb Function in Stroke Victims With Gait Impairment. |
| 2009 | Peter MacherouxRedox-regulated degradation of proteins by the quinone reductase - proteasome complex. | Astrid VeronigX-ray diagnostics of energy release and transport in solar flare/CME events. |
| 2010 | Sepp Dieter KohlweinCdk1/Cdc28-dependent activation of the major triacylglycerol lipase Tgl4 in yeast links lipolysis to cell cycle progression. Der "geschmierte" Zell-Zyklus. | Franz PernkopfGraphical Models: Discriminative Learning, Inference, and Applications. |
| 2011 | Andreas DorschelVerwandlung. Mythologische Ansichten, technologische Absichten. | Tobias EisenbergInduction of autophagy by spermidine promotes longevity. Nat Cell Biol 11, 1305-1314 (2009). |
| 2012 | Gottfried KirchengastClimate Benchmark Profiling of Greenhouse Gases and Thermodynamic Structure and Wind from Space. | Roland BrunnerTwo-Qubit Gate of Combined Single-Spin Rotation and Interdot Spin Exchange in a DoubleQuantum Dot. |
| 2013 | Rudolf ZechnerAdiponutrin Functions as a Nutritionally Regulated Lysophosphatidic Acid Acyltransferase. | Ellen HeitzerTumor associated copy number changes in the circulation of patients with prostate cancer identified through whole-genome sequencing. |
| 2014 | Udo ThielThe Early Modern Subject: Self-Consciousness and Personal Identity from Descartes to Hume. | Stefan FreunbergerCharging a Li-O2 battery using a redox mediator. |
| 2015 | Wolfgang E. ErnstKalte Moleküle für die Quantentechnologie. | Monika ObererA Peptide Derived from G0/G1 Switch Gene 2 Acts as Noncompetitive Inhibitor of Adipose Triglyceride Lipase.Peter RuggenthalerThe Concept of Neutrality in Stalin´s Foreign Policy, 1945-1953.                                                                            |
| 2016 | Karl W. SteiningerEconomic Evaluation of Climate Change Impacts. | Julia LangerEin unerwarteter Pfad: 6Li Austausch-NMR-Spektroskopie deckt die leerstellengesteuerte Li-Ionenbewegungen in kristallinem Li2SnO3 auf.Nina SchalkOxynitride - eine neue Werkstoffklasse mit maßgeschneiderten funktionalen Eigenschaften.                                 |
| 2017 | Ulrich HohenesterMapping vibrational surface and bulk modes in a single nanocube. | Christoph AistleitnerLower bounds for the maximum of the Riemann zeta function along vertical lines. |
| 2018 | Christian Oliver KappeDesign and 3D printing of a stainless steel reactor for continuous difluoromethylations using fluoroform. | Svea MayerAdvanced intermetallic titanium aluminides - from fundamentals to application. |
| 2019 | Dieter SchmalstiegShading Atlas Streaming. | Michaela Tanja HaindlWidespread cortical demyelination of both hemispheres can be induced by injection of pro-inflammatory cytokines via an implanted catheter in the cortex of MOG-immunized rats.                                                                                   |
| 2020 | Joseph Marko Human and Minority Rights Protection by Multiple Diversity Governance. History, Law, Ideology and Politics in European Perspective, 2019 (Routledge) | Didac Carmona-Gutierrez The flavonoid 4,4´-dimethoxychalcone promotes autophagy-dependent longevity across species Birgit Wassermann An Apple a Day: Which Bacteria Do We Eat With Organic and Conventional Apples?                                                                   |
| 2021 | Gabriele Berg Microbiome definition re-visited: old concepts and new challenges | Julia Danzer Globales Klimamonitoring mittels einer neuen Methode zur Berechnung von Atmosphärenprofilen mit hoch-genauer Ionospährenkorrektur Norbert Paulo Empirische Ethik: Grundlagentexte aus Psychologie und Philosophie, Habilitation: Empirically-Informed Moral Epistemology |
| 2022 | Astrid Veronig Indications of stellar coronal mass ejections through coronal dimmings | Daniel Gruss Transient-Execution Attacks and Defenses |
| 2023 | Ellen L. Zechner Enterotoxin tilimycin from gut-resident Klebsiella promotes mutational evolution and antibiotic resistance in mice | Thomas Pölzler Folk Moral Objectivism |
| 2024 | Leonhard Grill Adsorbate motors for unidirectional translation and transport | Jana Lasser From Alternative conceptions of honesty to alternative facts in communications by U.S. politicians |